# Karwar
Karwar là một thị xã và là nơi đặt hội đồng thành phố của quận Uttara Kannada thuộc bang Karnataka, Ấn Độ.

## Địa lý
Karwar có vị trí 14°48′B 74°08′Đ / 14,8°B 74,13°Đ Nó có độ cao trung bình là 45 mét (147 feet).

## Nhân khẩu
Theo điều tra dân số năm 2001 của Ấn Độ, Karwar có dân số 62.960 người. Phái nam chiếm 52% tổng số dân và phái nữ chiếm 48%. Karwar có tỷ lệ 80% biết đọc biết viết, cao hơn tỷ lệ trung bình toàn quốc là 59,5%: tỷ lệ cho phái nam là 85%, và tỷ lệ cho phái nữ là 75%. Tại Karwar, 10% dân số nhỏ hơn 6 tuổi.